# Hiberniaveld
Het Hiberniaveld (Engels: Hibernia Oil Field) is een olieveld in de Atlantische Oceaan op zo'n 315 km ten oostzuidoosten van het Canadese eiland Newfoundland. Het bevindt zich (net als het White Rose-veld) in het Jeanne d'Arc-bekken onder de Grand Banks van Newfoundland, in een gedeelte waar de waterdiepte slechts 80 meter is.

## Productieplatform
De Hibernia Gravity Base Structure (kortweg Hibernia GBS) is sinds november 1997 in werking op het gelijknamige olieveld. De constructie van 450.000 ton is het grootste productieplatform ter wereld en werd gebouwd om de zware weersomstandigheden van de regio en botsingen met gigantische ijsbergen te kunnen doorstaan.

## Eigenaars
Het offshoreolieveld is eigendom van de Hibernia Management and Development Company (HMDC). De aandeelhouders van HMDC zijn ExxonMobil (33%), Chevron Canada (27%), Suncor Energy (20%), Canada Hibernia Holding Corporation (8,5%), Murphy Oil (6,5%) en Equinor Canada (5%).